# 中銀基金
中银基金管理有限公司（Bank of China Fund Management Co., Ltd.）是中国银行旗下的证券投资基金管理公司。

## 公司简介
前身为中银国际基金管理有限公司，于2004年7月29日正式开业，是由中银国际和美林投资管理合资组建（2006年9月29日美林投资管理有限公司与貝萊德投资管理有限公司合并，合并后新公司名称为“贝莱德投资管理有限公司”）。2007年12月25日，经中国证券监督管理委员会批复，同意中国银行股份有限公司直接控股中银基金。2008年2月18日，“中银基金管理有限公司”在北京举行揭牌典礼。

## 旗下基金
- 中银中国
- 中银货币
- 中银增长
- 中银收益
- 中银策略
- 中银增利
- 中银优选
- 中银中证100